# Кубок Закавказья
Кубок Закавказья (Транскавказский Чемпионат) — футбольный турнир, проводившийся в СССР с 1926 по 1935 годы между командами Грузинской, Армянской и Азербайджанской ССР. Известно, что в эти годы состоялись как минимум пять розыгрышей кубка, из них в двух победу одержала сборная Азербайджанской ССР (в 1926 году она была представлена командой «Прогресс» из Баку), в трёх победила сборная Грузинской ССР.

## Призёры
| Год  | Место проведения | Чемпион             | Серебряный призёр   | Бронзовый призёр |
| ---- | ---------------- | ------------------- | ------------------- | ---------------- |
| 1926 | Тбилиси          | Азербайджанская ССР | Грузинская ССР      | Армянская ССР    |
| 1927 | Тбилиси          | Азербайджанская ССР | Грузинская ССР      | Армянская ССР    |
| 1928 | Тбилиси          | Грузинская ССР      | Азербайджанская ССР | Армянская ССР    |
| 1934 | Баку             | Грузинская ССР      | Азербайджанская ССР | Армянская ССР    |
| 1935 | Тбилиси          | Грузинская ССР      | Азербайджанская ССР | Армянская ССР    |